# Lisa Fonssagrives
Lisa Fonssagrives, (Gotemburgo, 17 de mayo de 1911-Nueva York, 4 de febrero de 1992) fue una supermodelo sueca.

## Biografía
Lisa Fonssagrives es considerada por muchos como la primera supermodelo. Era un gran ícono de la moda de 1930 a 1950 y aparece en numerosas ocasiones en las revistas Town & Country, Life, Vogue, Vanity Fair, y Time. Era esencialmente la "The It Girl" de la época. Según los estándares de hoy en día su aspecto se consideraría demasiado angular, snob, con una personalidad similar a Cruella de Vil (el personaje de ficción se basa libremente en Lisa Fonssagrives).
Ella nació con el nombre de Lisa Bernstone en Suecia y usaba el alias de Lisa Anderson. Se trasladó a París con la esperanza de convertirse en una estrella del ballet, pero terminó en el negocio de la moda.
Trabajó con los fotógrafos, George Hoyningen-Huene, Man Ray, Horst, Erwin Blumenfeld, George Platt Lynes, Richard Avedon, y Edgar de Evia. Se casó con el fotógrafo francés Fernand Fonssagrives en 1935, del que se divorció en 1950. En ese mismo año se casó con el fotógrafo Irving Penn. Sus dos hijos se dedican al diseño. Mia Fonssagrives-Solow, de su primer matrimonio, es diseñadora de vestuario, y su hijo, Tom Penn, de su segundo matrimonio, es diseñador